# Список проектов и построек Леонтия Бенуа
Список проектов и построек Л. Н. Бенуа включает перечень архитектурных работ (проектов и построек) русского архитектора Леонтия Николаевича Бенуа (1856—1928). По состоянию на 2015 год известно около 60 работ зодчего (включая интерьерные работы), большинство из которых были разработаны и осуществлены в Санкт-Петербурге. Сохранилось около 40 сооружений и архитектурных комплексов, возведённых по проектам Л. Н. Бенуа. Большинство из этих построек являются объектами культурного наследия и находятся под охраной государства.

## Проекты

### В Санкт-Петербурге
| Дата постройки  | Адрес                                                                                                  | Описание | Примечание | Изображение                                                          | Статус                                               |
| --------------- | --- | --- | --- | -------------------------------------------------------------------- | ---------------------------------------------------- |
| 1880-1882       | Филологический переулок, д. № 3                                                                        | Здание «Александровской коллегии» (общежитие студентов Санкт-Петербургского университета)                         | Совместно с Р. А. Гёдике | Здание «Александровской коллегии»                                    | памятник архитектуры (вновь выявленный объект) [ 1 ] |
| 1883-1884       | улица Чайковского, д. № 30                                                                             | Особняк Ю. С. Нечаева-Мальцова (бывший особняк Л. В. Кочубея)                                                     | Отделка интерьеров | Особняк Ю. С. Нечаева-Мальцова                                       | Объект культурного наследия № 7810686000             |
| 1885            | Александро-Невская лавра, Некрополь мастеров искусств                                                  | Надгробный памятник А. Н. Серову                                                                                  | Скульптор П. П. Забелло | Надгробный памятник А. Н. Серову                                     | Объект культурного наследия № 7810593093             |
| 1885-1886       | Загородный проспект, д. № 39 / Гороховая улица, д. № 79                                                | Доходный дом В. А. Ратькова-Рожнова                                                                               | Первоначальный проект В. А. Шрётера                                                                                              | Доходный дом В. А. Ратькова-Рожнова                                  |                                                      |
| 1886-1889       | набережная реки Мойки, д. № 20 / Большая Конюшенная улица, д. № 11                                     | Комплекс зданий Придворной певческой капеллы                                                                      | Перестройка и расширение | Общий вид Певческой Капеллы со стороны Главного штаба                | Объект культурного наследия № 7810585000             |
| 1890-е          | Большая Конюшенная улица, д. № 8а                                                                      | Финская церковь Св. Марии                                                                                         | Изменение фасада | Финская церковь Св. Марии                                            | Объект культурного наследия № 7802533000             |
| 1892            | Петергоф, Приморская улица, д. № 8, корп. 4                                                            | Дача М. Н. Бенуа                                                                                                  | | Дача М. Н. Бенуа                                                     | Объект культурного наследия № 7802032001             |
| 1892            | Петергоф, Приморская улица, д. № 8, корп. 2                                                            | Дача Л. И. Крона                                                                                                  | | Дача Л. И. Крона                                                     | Объект культурного наследия № 7801179000             |
| 1895-1896       | Невский проспект, д. № 30 / набережная канала Грибоедова, д. № 16                                      | Дом Энгельгардта, далее здание Учётного и ссудного банка                                                          | Перестройка под нужды банковских помещений                                                                                       | Дом Энгельгардта, современный вид                                    | Объект культурного наследия № 7802355000             |
| 1896-1897       | Каменноостровский проспект, д. № 24 / Большая Монетная улица, д. № 10                                  | Особняк Е. Ц. Кавоса                                                                                              | В 1907—1908 и 1912 годах арх. В. М. Андросов надстроил здание двумя этажами и пристроил крыло по Большой Монетной улице          | Особняк Кавоса, современный вид                                      | Объект культурного наследия № 7831310000             |
| 1897-1898       | 3-я линия Васильевского острова, д. № 20                                                               | Собственный дом Л. Н. Бенуа                                                                                       | Надстроен в 1914 году арх. А. И. Гунстом                                                                                         | Дом Л. Н. Бенуа                                                      | Объект культурного наследия № 7802302000             |
| 1897-1900       | Моховая улица, д. № 27-29                                                                              | Доходный дом страхового общества «Россия»                                                                         | Главный и левый корпуса | Дом страхового общества «Россия»                                     | Объект культурного наследия № 7802164000             |
| 1897-1906       | Петропавловская крепость                                                                               | Здание Великокняжеской усыпальницы                                                                                | Завершение проекта Д. И. Гримма, при участии А. О. Томишко. Художник Н. Н. Харламов, мозаичист В. А. Фролов                      | Великокняжеская усыпальница                                          | Объект культурного наследия № 7810390056             |
| 1898            | Невский проспект, д. № 38 / Михайловская улица, д. № 4                                                 | Здание Волжско-Камского коммерческого банка (бывший дом Н. А. Строганова)                                         | Перестройка под нужды банковских помещений                                                                                       | Невский, 38                                                          | Объект культурного наследия № 7800748000             |
| 1898-1899       | Большая Морская улица, д. № 37                                                                         | Здание правления страхового общества «Россия»                                                                     | Перестройка. Совместно с З. Я. Леви)                                                                                             | Здание правления страхового общества «Россия»                        | Объект культурного наследия № 7810062002             |
| 1898-1899       | набережная реки Фонтанки, д. № 5 / площадь Белинского, д. № 2 / Караванная улица, д. № 2               | Доходный дом П. А. Фокина                                                                                         | Перестройка (М. Ф. Еремеев ?) | Доходный дом П. А. Фокина                                            |                                                      |
| 1898-1900       | Большая Морская улица, д. № 40                                                                         | Здание Первого Российского страхового общества                                                                    | При участии Ю. Ю. Бенуа | Здание Первого Российского страхового общества                       | Объект культурного наследия № 7802536000             |
| 1898-1900       | Невский проспект, д. № 11 / Малая Морская улица, д. № 2 / Кирпичный переулок, д. № 2                   | Доходный дом А. И. Трейберга                                                                                      | Перестройка | Невский, 11                                                          | Объект культурного наследия № 7831013000             |
| 1899-1904       | Менделеевская линия, д. № 3                                                                            | Комплекс зданий Клинического повивально-гинекологического института (НИИ акушерства и гинекологии им. Д. О. Отта) | При участии Д. О. Отта | НИИ акушерства и гинекологии им. Д. О. Отта                          | Объект культурного наследия № 7802310000             |
| 1901-1902       | Невский проспект, д. № 46                                                                              | Здание Петербургского отделения Московского купеческого банка                                                     | | Невский, 46                                                          | Объект культурного наследия № 7802370000             |
| 1901-1902       | улица Льва Толстого, д. № 4в (во дворе)                                                                | Здание гинекологической и акушерской клиники при Женском медицинском институте                                    | | Здание гинекологической и акушерской клиники                         |                                                      |
| 1901-1905       | Петропавловская крепость, д. № 7                                                                       | Церковный (причтовый) дом Петропавловского собора                                                                 | Перестройка | Петропавловская крепость. Церковный дом                              | Объект культурного наследия № 7810390023             |
| 1902-1904       | Дворцовая набережная, д. № 32                                                                          | Эрмитажный театр                                                                                                  | Отделка фойе | Фойе Эрмитажного театра                                              | Объект культурного наследия № 7810515000             |
| 1903, 1907—1909 | Ковенский переулок, д. № 7                                                                             | Храм Лурдской Божией Матери                                                                                       | Совместно с М. М. Перетятковичем                                                                                                 | Храм Лурдской Божией Матери                                          | Объект культурного наследия № 7810541000             |
| 1903-1904       | Пушкин, Софийская площадь, д. № 1б                                                                     | Колокольня Софийского (Вознесенского) собора с часовней св. Серафима Саровского                                   | | Колокольня Софийского собора                                         | Объект культурного наследия № 7810485001             |
| 1904-1905       | Петропавловская крепость                                                                               | Ограда парадного двора Великокняжеской усыпальницы                                                                | | Ограда парадного двора Великокняжеской усыпальницы                   | Объект культурного наследия № 7810390056             |
| 1904-1908       | Петропавловская крепость, д. № 10                                                                      | Штаб-офицерский флигель                                                                                           | | Петропавловская крепсть. Штаб-офицерский флигель                     | Объект культурного наследия № 7810390052             |
| 1907            | Петровская набережная                                                                                  | Постаменты скульптур «Ши-цза»                                                                                     | Курирование изготовления постаментов и установки скульптур                                                                       | Пристань со львами «Ши-цза»                                          | Объект культурного наследия № 7810702002             |
| 1907-1908       | Исаакиевская площадь, д. № 6                                                                           | Белый зал заседаний Государственного совета Мариинского дворца                                                    | Переделка (из Зимнего сада). При участии М. М. Перетятковича                                                                     | Дом Бенуа                                                            | Объект культурного наследия № 7810036000             |
| 1907-1910       | Гатчинская улица, д. № 26 / Чкаловский проспект, д. № 15, левая часть / Ораниенбаумская улица, д. № 27 | Комплекс построек Государственной типографии                                                                      | При участии Л. Л. Шрётера | Печатный двор. Вид со стороны Гатчинской улицы                       | Объект культурного наследия № 7801107000             |
| 1912-1914       | Каменноостровский проспект, д. № 26-28                                                                 | Жилой дом Первого Российского страхового общества                                                                 | Совместно с Ю. Ю. Бенуа при участии А. Н. Бенуа и А. И. Гунста                                                                   | Дом Бенуа                                                            | Объект культурного наследия № 7810368000             |
| 1913            | Университетская набережная, д. № 17                                                                    | Художественные мастерские в здании петербургской Академии художеств                                               | Северный корпус, надстройка |                                                                      | Объект культурного наследия № 7810186001             |
| 1913-1914       | Большой проспект Васильевского острова, д. № 57 / 16-я линия, д. № 15                                  | Доходный дом Л. Н. Бенуа                                                                                          | | Доходный дом Л. Н. Бенуа                                             | памятник архитектуры (вновь выявленный объект) [ 1 ] |
| 1913-1914       | Кронверкская улица, д. № 29 / Большая Пушкарская улица, д. № 37                                        | Доходный дом Первого Российского страхового общества                                                              | Корпус в комплексе зданий Первого Российского страхового общества (см. выше). Совместно с Ю. Ю. Бенуа                            | Кронверкская, 29                                                     | памятник архитектуры (вновь выявленный объект) [ 1 ] |
| 1913-1919       | набережная канала Грибоедова / Инженерная улица, д. № 2                                                | Дворец выставок (корпус Бенуа)                                                                                    | При участии С. О. Овсянникова | Корпус Бенуа                                                         | Объект культурного наследия № 7810526002             |
| 1915-1916       | Большая Морская улица, д. № 18 / Кирпичный переулок, д. № 5-7 / набережная Мойки, д. № 63              | Здание Русского для внешней торговли банка                                                                        | Перестройка. Совместно с Ф. И. Лидвалем. Достроено в 1929—1931 годах по изменённому проекту арх. Л. В. Рудневым и Я. О. Свирским | Санкт-Петербургский государственный университет технологии и дизайна | памятник архитектуры (вновь выявленный объект) [ 1 ] |

### В других местах
| Дата постройки | Адрес                                                     | Описание                                                                        | Примечание                                                                                          | Изображение                                          | Статус                                                             |
| -------------- | --------------------------------------------------------- | ------------------------------------------------------------------------------- | --------------------------------------------------------------------------------------------------- | ---------------------------------------------------- | ------------------------------------------------------------------ |
| 1890-е         | Москва, Моховая улица, д. № 15 / Тверская улица, д. № 2   | Доходный дом «Варваринского акционерного общества домовладельцев»               | Перестроен в 1901—1903 годах А. В. Ивановым под гостиницу «Националь» с сохранением внешнего облика | Гостиница «Националь» вскоре после постройки         | Объект культурного наследия № 7710452000                           |
| 1892-1895      | Ликани (Грузия)                                           | Дворец в Ликани (особняк Николая Михайловича)                                   | | Дворец в Ликани                                      |                                                                    |
| 1895           | Бугровка (Татарстан)                                      | Александро-Невская церковь-школа                                                | |                                                      | Объект культурного наследия № 1630234000                           |
| 1892-1903      | Гусь-Хрустальный, улица Калинина, д. 11А                  | Георгиевский собор                                                              | Художник В. М. Васнецов, мозаичист В. А. Фролов                                                     | Георгиевский собор, современный вид                  | Объект культурного наследия № 3310066002                           |
| 1896-1899      | Бад-Хомбург, Kaiser-Friedrich-Promenade 84 (Германия)     | Церковь Всех Святых                                                             | Строительство — арх. Луи Якоби                                                                      | Церковь Всех Святых                                  | Включена в список объектов культурного наследия Гессена под № 8008 |
| 1897-1903      | Дармштадт, Матильденхёе (Германия)                        | Церковь Марии Магдалины                                                         | Строительство — арх. Густав Якоби, Фридрих Оллерих, художник В. М. Васнецов, мозаичист В. А. Фролов | Церковь Марии Магдалины                              |                                                                    |
| 1903-1906      | Варшава, улица Черняковска (Польша)                       | Церковь во имя Преподобного Мартиниана (в настоящее время — собор Святого Духа) | Построена под руководством арх. П. А. Феддерса. В 1915 году перестроена в католический костел       | современный собор Святого Духа                       | Включена в список объектов культурного наследия Польши под № 1000А |
| 1905-1906      | Москва, Кузнецкий Мост, д. № 21 / Большая Лубянка, д. № 5 | Доходный дом Первого Российского страхового общества                            | Совместно с А. И. Гунстом                                                                           | Доходный дом Первого Российского страхового общества | Выявленный объект культурного наследия                             |
| 1911-1914      | Киев, улица Крещатик, д. № 8 (Украина)                    | Здание Санкт-Петербургского учётного и ссудного банка                           | Построено арх. П. С. Андреевым                                                                      | Крещатик, 8                                          | Объект культурного наследия Украины, идентификатор 80-391-1377     |

## Утраченные объекты
| Дата постройки | Адрес                                                              | Описание | Примечание | Изображение                                     | Причина утраты                                                                        |
| -------------- | ------------------------------------------------------------------ | --- | --- | ----------------------------------------------- | ------------------------------------------------------------------------------------- |
| 1877           | Озерки, между Первым и Вторым озёрами в саду «Озерки»              | Башня-бельведер («Башня Бенуа») | |                                                 | Сгорела в 1927 году                                                                   |
| 1881           | набережная канала Грибоедова, д. № 2                               | Временная часовня на месте смертельного ранения Александра II | В 1883 году перенесена на Конюшенную площадь                                                                      | Часовня на набережной                           | Разобрана в 1892 году                                                                 |
| 1880-1882      | Киевская губерния                                                  | Усадебный дом, водонапорная башня с бельведером, жилые и служебные флигели в имении А. А. Абазы                                                                             | |                                                 | Судьба неизвестна (по состоянию на апрель 2015 года)                                  |
| 1883           | Смоленское православное кладбище                                   | Надгробный памятник Н. С. Пименову | Скульптор И. И. Подозеров                                                                                         |                                                 | Не сохранился                                                                         |
| 1883           | Московский проспект, д. № 100                                      | Церковь пророка Илии на Новодевичьем кладбище | Построена арх. В. П. Цейдлером по проекту Л. Н. Бенуа                                                             | Церковь Ильи Пророка в 1890 году                | Разобрана в 1929 году                                                                 |
| 1888-1892      | Коломяжский проспект, д. № 13                                      | Трибуны Коломяжского (Удельного) ипподрома (ипподрома Царскосельского скакового общества)                                                                                   | | Коломяжский ипподром в 1909 году                | Разобраны в 1920-х годах                                                              |
| 1889-1891      | Пионерская площадь                                                 | Малая (западная) и большая (восточная) трибуны ипподрома Общества рысистого бега (Семёновского)                                                                             | | Семёновский ипподром в 1910 году                | Повреждены во время блокады, разобраны в 1950-х годах                                 |
| 1891-1893      | улица Профессора Попова, д. № 38 литера И                          | Здание Александровского приюта для арестантских детей | |                                                 | Снесено в июле 2024 года                                                              |
| 1892           | Петергоф, Приморская улица, д. № 8                                 | Дача Л. Н. Бенуа | |                                                 | Сгорела в 1919 году                                                                   |
| 1892           | Петергоф, Собственный проспект, д. № 15                            | Дача Л. И. Крона (вторая) | | Дача Л. И. Крона (вторая). Дореволюционное фото | Сгорела в ночь с 20 на 21 октября 1995 года                                           |
| 1892           | Петергоф, Приморская улица, д. № 8                                 | Дача А. Э. Мейснера | |                                                 | Сгорела в 1919 году                                                                   |
| 1892-1895      | Московский проспект, д. № 100                                      | Свято-Исидоровская колокольня Воскресенского Новодевичьего монастыря | При участии В. П. Цейдлера                                                                                        | Новодевичий монастырь в 1931 году               | Снесена в 1933 году; воссоздана в 2020—2021 годах                                     |
| 1894-1912      | Варшава, Саксонская площадь (Польша)                               | Собор Александра Невского | При участии П. А. Феддерса, В. Н. Покровского, В. А. Покровского. Художник В. М. Васнецов, мозаичист В. А. Фролов | Собор Александра Невского, 1910                 | Снесен в 1924—1926 годах                                                              |
| 1896           | Нижний Новгород, район Кунавино (территория совр. Парка им. 1 мая) | XVI Всероссийская промышленная и художественная выставка, зал для собраний на 900 человек                                                                                   | | Зал для собраний и концертный зал               | Не сохранился                                                                         |
| 1897-1899      | Захарьевская улица, д. № 22                                        | Церковь св. Захария и св. Елизаветы (полковая церковь лейб-гвардии Кавалергардского полка)                                                                                  | Перестройка | Церковь св. Захария и св. Елизаветы             | Снесена в 1948 году                                                                   |
| 1908           | Каменный остров, набережная реки Большой Невки                     | Павильон министерства Императорского двора для Международной строительно-художественной выставки                                                                            | Совместно с Н. Е Лансере                                                                                          | Павильон министерства Императорского двора      | Не сохранился                                                                         |
| 1908           | Каменноостровский проспект, д. № 66 / Песочная набережная, д. № 2  | Часовня Христа Вседержителя («Громовская часовня») при церкви во имя св. мученика Фирса и преподобного Саввы Псковского при богадельне Ф. М. Садовникова и И. С. Герасимова | | Громовская часовня                              | Снесена после революции                                                               |
| 1914-1916      | Литейный проспект, д. № 6А / улица Чайковского, д. № 14А           | Сергиевский всей артиллерии собор | Расширение | Сергиевский всей артиллерии собор               | Перестроен в 1934 году арх. И. Ф. Безпаловым в здание ОГПУ (использованы стены храма) |